# Plakett

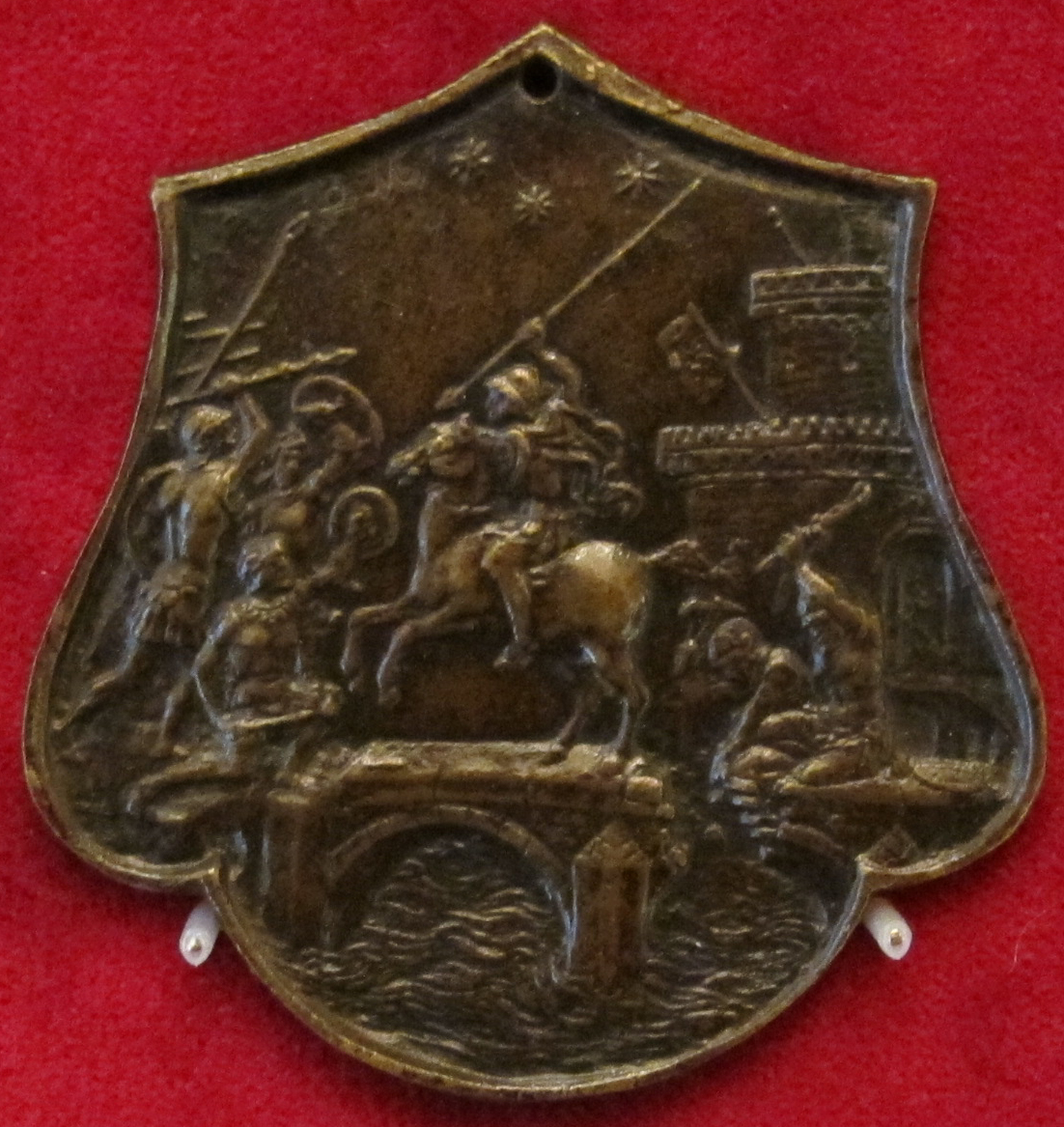
Egy 15. századi padovai plakett

A plakett kis méretű dombormű, amelynek a hátoldala nincs kiképezve (hátlapja sima). Alakja általában négyszögletes. Anyaga általában fém, főként bronz. Gyakran díjakkal,  elismerésekkel együtt adják át a díjazottnak.
Különbözik tőle az érem, amelynek elő- és hátlapján is dombormű található és alakja általában kerek (bár létezik négyszögletes vagy ovális érem is).

## A szó eredete
A francia plaquette szóból ered, amelynek jelentése táblácska (a francia szót a magyarnál tágabb értelemben, mindenféle táblácskára használják.)

## Története
Mint önálló művészeti műfaj, Itáliában jelentkezett először az 1440-es években. Első alkotói közé tartozott pl. A. Filarete, Francsesco di Giorgio Martini. A reneszánsz korban egyre jobban kiteljesedett Urbinóban, Milánóban és Modenában, elterjedt Németországban (Hans Peisser). Különösen kedvelték és gyáűjtötték a humanisták, mint Rotterdami Erasmus. A reneszánsz kor után feledésbe merült. A 19. században főleg a franciák élesztették fel (Hubert Pontscarmé, Clément Chaplain, Alexandre Charpentier). A 20. század elejétől hazánkban is népszerű műfaj; csaknem valamennyi jelentős szobrászművészünk készített illetve készít plaketteket is. Kiemelkedő művelői közé tartozott Beck Ö. Fülöp.